# 1537.
◄ | 15. stoljeće | 16. stoljeće | 17. stoljeće | ►
◄ | 1500-ih | 1510-ih | 1520-ih | 1530-ih | 1540-ih | 1550-ih | 1560-ih | ►
◄◄ | ◄ | 1534. | 1535. | 1536. | 1537. | 1538. | 1539. | 1540. | ► | ►►
Arhitektura • Astronomija • Glazba • Kazalište • Kiparstvo • Knjige • Književnost • Kršćanstvo • Medicina • Politika • Pravo • Promet • Slikarstvo • Znanost

## Događaji
- 12. ožujka Klis je nakon duge borbe pao pod vlast Turaka koji su pogubili hrabrog kapetana Petra Kružića. Osmanskom osvajanju pomogli su Mlečani podilaženjem osmanskom sultanu.[1]

## Smrti
- 12. ožujka – Petar Kružić, hrvatski vojskovođa i kapetan Klisa.

## Vanjske poveznice
|  | Zajednički poslužitelj ima još gradiva o temi 1537. |